# Paronychia albanica
Paronychia albanica är en nejlikväxtart. Paronychia albanica ingår i släktet prasselörter, och familjen nejlikväxter.

## Underarter
Arten delas in i följande underarter:
- P. a. albanica
- P. a. graeca